# Nati nel 1948/Novembre
| Questa pagina contiene informazioni ricavate automaticamente dalle voci biografiche con l'ausilio del template Bio e di un bot. L'aggiornamento è periodico e automatico e ricostruisce completamente la pagina. Se manca una persona in questa lista, sei pregato di non aggiungerla, ma accertati piuttosto che la sua voce biografica contenga il template Bio e che i dati anagrafici siano correttamente compilati. Se il template Bio manca, inseriscilo tu stesso o, in alternativa, metti l'avviso {{tmp\|Bio}} che ne segnala la mancanza. Se i dati riportati sono sbagliati, correggi direttamente la voce biografica; le modifiche saranno visibili in questa lista entro pochi giorni. Per chiarimenti vedi il progetto biografie. La lista contiene solo le 228 persone che sono citate nell'enciclopedia e per le quali è stato implementato correttamente il template Bio. Pagina aggiornata al 10 ago 2025. |

- 1º novembre - Hans Aabech, calciatore danese († 2018)
- 1º novembre - Luciano Cesini, allenatore di calcio e ex calciatore italiano
- 1º novembre - Levi Fontaine, ex cestista statunitense
- 1º novembre - Giorgio Gatti, baritono italiano († 2021)
- 1º novembre - Gianfranco Geromel, ex calciatore italiano
- 1º novembre - Tim Ingold, antropologo inglese
- 1º novembre - Phil Myre, allenatore di hockey su ghiaccio e ex hockeista su ghiaccio canadese
- 1º novembre - Charles Picqué, politico belga
- 1º novembre - Giorgio Piola, giornalista e commentatore televisivo italiano
- 1º novembre - Calvin Russell, cantautore e chitarrista statunitense († 2011)
- 2 novembre - Mario Caruso, politico italiano († 2008)
- 2 novembre - Ezio Di Matteo, ex tennista italiano
- 2 novembre - Víctor Galíndez, pugile argentino († 1980)
- 2 novembre - Maggie Gee, scrittrice britannica
- 2 novembre - Virgilio Ilari, storico italiano
- 2 novembre - László Pethő, ex schermidore ungherese
- 3 novembre - Karl Cordin, ex sciatore alpino austriaco
- 3 novembre - Akira Emoto, attore giapponese
- 3 novembre - Helmuth Koinigg, pilota automobilistico austriaco († 1974)
- 3 novembre - Ermanno Leo, medico e chirurgo italiano
- 3 novembre - Lulu, cantante e attrice britannica
- 3 novembre - Mara Sacchi, ex nuotatrice italiana
- 3 novembre - Lia Tanzi, attrice italiana
- 3 novembre - Rainer Zobel, ex calciatore e allenatore di calcio tedesco
- 4 novembre - Danila Comastri Montanari, scrittrice italiana († 2023)
- 4 novembre - François-Xavier Dumortier, presbitero francese
- 4 novembre - Renato Franceschi, hockeista su ghiaccio italiano
- 4 novembre - Giancarlo Galdiolo, allenatore di calcio e calciatore italiano († 2018)
- 4 novembre - Don Holcomb, ex cestista statunitense
- 4 novembre - Rocco Maggi, politico italiano († 2024)
- 4 novembre - Shaul Mofaz, generale e politico israeliano
- 4 novembre - Mulamba Ndaye, calciatore della Repubblica Democratica del Congo († 2019)
- 4 novembre - Amadou Toumani Touré, politico e generale maliano († 2020)
- 4 novembre - Jan Tyrawa, vescovo cattolico polacco
- 5 novembre - Robert Cenker, ex astronauta e ingegnere statunitense
- 5 novembre - Federico Fauttilli, ex politico italiano
- 5 novembre - Janusz Gortat, pugile polacco († 2023)
- 5 novembre - Peter Hammill, cantautore, tastierista e polistrumentista britannico
- 5 novembre - Britt Lafforgue, ex sciatrice alpina francese
- 5 novembre - Ingrid Lafforgue, ex sciatrice alpina francese
- 5 novembre - Bernard-Henri Lévy, filosofo, giornalista e saggista francese
- 5 novembre - Donnie McDougall, chitarrista e compositore canadese
- 5 novembre - Raffaele Morelli, psichiatra, psicoterapeuta e saggista italiano
- 5 novembre - William Phillips, fisico statunitense
- 5 novembre - Yves Krattinger, politico francese
- 6 novembre - Steve Andrascik, hockeista su ghiaccio canadese († 2024)
- 6 novembre - Sidney Blumenthal, giornalista e politico statunitense
- 6 novembre - Charlie Criss, ex cestista e allenatore di pallacanestro statunitense
- 6 novembre - Quinito, allenatore di calcio, dirigente sportivo e ex calciatore portoghese
- 6 novembre - Glenn Frey, cantautore, musicista e attore statunitense († 2016)
- 6 novembre - Robert Hübner, scacchista tedesco († 2025)
- 6 novembre - Cristiana Muscardini, politica italiana
- 6 novembre - Sergio Pagano, vescovo cattolico e religioso italiano
- 7 novembre - Garrett M. Brown, attore statunitense
- 7 novembre - Georges Eo, allenatore di calcio e ex calciatore francese
- 7 novembre - Ivan Jarygin, lottatore sovietico († 1997)
- 7 novembre - Dante Liano, scrittore e critico letterario guatemalteco
- 7 novembre - Gerry Lopez, surfista e attore statunitense
- 7 novembre - Alex-Dias Ribeiro, ex pilota automobilistico brasiliano
- 8 novembre - Elmar Beierstettel, schermidore tedesco († 1985)
- 8 novembre - Wilmo Francioni, ex ciclista su strada italiano
- 8 novembre - Dale Gardner, astronauta statunitense († 2014)
- 8 novembre - Dan Hester, cestista statunitense († 2023)
- 8 novembre - Fred Newhouse, velocista statunitense († 2025)
- 8 novembre - Leone Pizzini, ex ciclista su strada italiano
- 8 novembre - Alex Pringle, ex calciatore scozzese
- 8 novembre - Volodymyr Veremjejev, ex calciatore sovietico
- 9 novembre - Bille August, regista danese
- 9 novembre - Joe Bouchard, bassista statunitense
- 9 novembre - Viktor Matvijenko, allenatore di calcio e calciatore sovietico († 2018)
- 9 novembre - Malcolm Milne, ex sciatore alpino australiano
- 9 novembre - Michel Pagliaro, chitarrista, cantante e armonicista canadese
- 9 novembre - Antonio Domenico Pasinato, politico italiano
- 9 novembre - Luiz Felipe Scolari, allenatore di calcio, ex calciatore e dirigente sportivo brasiliano
- 9 novembre - Sharon Stouder, nuotatrice statunitense († 2013)
- 9 novembre - John Wright, ex hockeista su ghiaccio canadese
- 9 novembre - Dimităr Zlatanov, ex pallavolista bulgaro
- 10 novembre - Steve Davis, ex giocatore di football americano statunitense
- 10 novembre - Shigesato Itoi, autore di videogiochi giapponese
- 10 novembre - Josella Ligi, soprano italiano
- 10 novembre - Marco Salvador, scrittore italiano († 2022)
- 10 novembre - Luciano Sušanj, mezzofondista, velocista e dirigente sportivo jugoslavo († 2024)
- 11 novembre - Sven Alkalaj, diplomatico e politico bosniaco
- 11 novembre - José Antonio Barrios, ex calciatore e allenatore di calcio spagnolo
- 11 novembre - Aleksandr Baryšnikov, pesista sovietico († 2024)
- 11 novembre - Susanna Kaysen, scrittrice statunitense
- 11 novembre - Robert John "Mutt" Lange, produttore discografico, musicista e compositore zambiano
- 11 novembre - Vincent Schiavelli, attore, gastronomo e regista teatrale statunitense († 2005)
- 12 novembre - Valentina Bottarelli, ex maratoneta e fondista di corsa in montagna italiana
- 12 novembre - Banjō Ginga, doppiatore giapponese
- 12 novembre - Cliff Harris, ex giocatore di football americano statunitense
- 12 novembre - Otepa Kalambay, calciatore della Repubblica Democratica del Congo († 2024)
- 12 novembre - Renato Luchitta, ex calciatore italiano
- 12 novembre - Mafonso, pittore italiano († 2019)
- 12 novembre - Claudio Risi, regista e sceneggiatore italiano († 2020)
- 12 novembre - Hassan Rouhani, politico iraniano
- 12 novembre - Arturo Sosa Abascal, presbitero venezuelano
- 12 novembre - Eduardo Aguero Zapata, compositore, pianista e clavicembalista argentino († 2008)
- 13 novembre - Nicolas Grimal, egittologo francese
- 13 novembre - Karl Häseli, bobbista svizzero
- 13 novembre - Sammy Williams, attore, cantante e ballerino statunitense († 2018)
- 14 novembre - Carlo III del Regno Unito, re britannico
- 14 novembre - Carmen Covito, scrittrice e traduttrice italiana
- 14 novembre - Michael Dobbs, politico e scrittore britannico
- 14 novembre - Robert Ginty, attore, regista e sceneggiatore statunitense († 2009)
- 14 novembre - Domenico Izzo, politico italiano († 2023)
- 14 novembre - Kristina Lugn, poetessa, drammaturga e critica letteraria svedese († 2020)
- 14 novembre - Walter Olkewicz, attore statunitense († 2021)
- 14 novembre - Walter Savelli, pianista e compositore italiano
- 14 novembre - Luigi Venturato, ex ciclista su strada italiano
- 14 novembre - Jimmy Young, pugile statunitense († 2005)
- 15 novembre - Paola Besuschio, ex brigatista italiana
- 15 novembre - Alberto Castellani, allenatore di tennis italiano
- 15 novembre - Jimmy Choo, stilista malese
- 15 novembre - Roy Dyson, politico statunitense
- 15 novembre - Teodoro Locsin Jr., politico, diplomatico e giurista filippino
- 15 novembre - Mando Ramos, pugile statunitense († 2008)
- 16 novembre - Alexander Abrosimov, matematico e docente russo († 2011)
- 16 novembre - Bamba Bakari, attore ivoriano
- 16 novembre - Arie Haan, ex calciatore e allenatore di calcio olandese
- 16 novembre - Aline Issermann, regista e sceneggiatrice francese
- 16 novembre - Toli Koltuniewicz, ex cestista australiano
- 16 novembre - Norbert Lammert, politico tedesco
- 16 novembre - Mate Parlov, pugile jugoslavo († 2008)
- 16 novembre - Oliver Shanti, musicista tedesco († 2016)
- 17 novembre - Howard Dean, politico statunitense
- 17 novembre - Jaime Huélamo, ciclista su strada spagnolo († 2014)
- 17 novembre - Nitder Pizzani, ex calciatore uruguaiano
- 17 novembre - Herman Weaver, giocatore di football americano statunitense
- 17 novembre - Tom Wolf, politico e imprenditore statunitense
- 18 novembre - Luciano Aristei, allenatore di calcio e ex calciatore italiano
- 18 novembre - Alessandro Bressanello, attore e regista italiano
- 18 novembre - Ida Collu, attivista e politica italiana
- 18 novembre - Joe Corrigan, allenatore di calcio e ex calciatore britannico
- 18 novembre - Frances Fyfield, scrittrice britannica
- 18 novembre - Vinko Jelovac, ex cestista e allenatore di pallacanestro jugoslavo
- 18 novembre - Ana Mendieta, artista cubana († 1985)
- 18 novembre - Paul Mockapetris, informatico statunitense
- 18 novembre - Neville Oxford, ex calciatore giamaicano
- 18 novembre - Aleksandr Piskarëv, allenatore di calcio e ex calciatore russo
- 18 novembre - Oleg Rudnov, imprenditore russo († 2015)
- 18 novembre - Jack Tatum, giocatore di football americano statunitense († 2010)
- 19 novembre - Giuseppe Brumatti, cestista e dirigente sportivo italiano († 2011)
- 19 novembre - Feliciano Montero, storico spagnolo († 2018)
- 19 novembre - Edi Stöllinger, pilota motociclistico austriaco († 2006)
- 20 novembre - Alfiero Agostinelli, ex calciatore italiano
- 20 novembre - John R. Bolton, politico, avvocato e diplomatico statunitense
- 20 novembre - Claude Dourthe, ex rugbista a 15 e dirigente sportivo francese
- 20 novembre - Wilbert Hazelzet, flautista olandese
- 20 novembre - Daniel Heifetz, violinista statunitense
- 20 novembre - Barbara Hendricks, soprano statunitense
- 20 novembre - John Gordon MacWilliam, vescovo cattolico e missionario inglese
- 20 novembre - Richard Masur, attore statunitense
- 20 novembre - Gunnar Nilsson, pilota automobilistico svedese († 1978)
- 20 novembre - Kenjirō Shinozuka, pilota di rally giapponese († 2024)
- 20 novembre - Giancarlo Tartoni, ex ciclista su strada italiano
- 21 novembre - Wilhelm Baues, ex canoista tedesco
- 21 novembre - César Borges, politico brasiliano
- 21 novembre - John Bundrick, tastierista e pianista statunitense
- 21 novembre - Bernardo Lanzetti, cantautore italiano
- 21 novembre - Irving Allen Lee, attore statunitense († 1992)
- 21 novembre - Werner Lorant, calciatore e allenatore di calcio tedesco († 2025)
- 21 novembre - Raman Parimala, matematica indiana
- 21 novembre - Dori Pierson, sceneggiatrice statunitense
- 21 novembre - Mick Rock, fotografo britannico († 2021)
- 21 novembre - Deborah Shelton, attrice statunitense
- 21 novembre - Michel Suleiman, politico e generale libanese
- 21 novembre - Ugo Tani, ex calciatore italiano
- 21 novembre - Dino Viérin, politico italiano
- 22 novembre - Radomir Antić, allenatore di calcio e calciatore serbo († 2020)
- 22 novembre - Roberta Fiorentini, attrice italiana († 2019)
- 22 novembre - Saroj Khan, coreografa indiana († 2020)
- 22 novembre - Margaret Markov, attrice statunitense
- 22 novembre - Claude Ponti, scrittore e illustratore francese
- 22 novembre - Assane Thiam, ex cestista senegalese
- 23 novembre - Bonfoh Abass, politico togolese († 2021)
- 23 novembre - Aldo Bentini, ex pugile italiano
- 23 novembre - Ian Hodder, archeologo britannico
- 23 novembre - Dominique-France Loeb-Picard, principessa francese
- 23 novembre - Luciano Savian, ex calciatore italiano
- 23 novembre - Carlo Sbordone, matematico italiano
- 23 novembre - Gabriele Seyfert, ex pattinatrice artistica su ghiaccio tedesca
- 23 novembre - Bruce Vilanch, sceneggiatore, compositore e attore statunitense
- 23 novembre - Zoë Wicomb, scrittrice e critica letteraria sudafricana
- 23 novembre - Frank Worthington, calciatore inglese († 2021)
- 24 novembre - Luigi Compagna, politico italiano
- 24 novembre - Ian Hallam, ex pistard britannico
- 24 novembre - Bob Hill, allenatore di pallacanestro statunitense
- 24 novembre - Ekofa Mbungu, ex calciatore della Repubblica Democratica del Congo
- 24 novembre - Joe Napolitano, regista statunitense († 2016)
- 24 novembre - Vladimir Nemšilov, ex nuotatore sovietico
- 24 novembre - Spider Robinson, scrittore di fantascienza statunitense
- 24 novembre - Rudy Tomjanovich, ex cestista e allenatore di pallacanestro statunitense
- 24 novembre - Hans Westerhof, allenatore di calcio, dirigente sportivo e ex calciatore olandese
- 25 novembre - Jun Ichikawa, regista giapponese († 2008)
- 26 novembre - Jiří Barta, regista e sceneggiatore ceco
- 26 novembre - Marion Beverly Lay, ex nuotatrice canadese
- 26 novembre - Elizabeth Blackburn, biologa australiana
- 26 novembre - Donato Bruno, avvocato e politico italiano († 2015)
- 26 novembre - Krešimir Ćosić, cestista e allenatore di pallacanestro jugoslavo († 1995)
- 26 novembre - Eduard Hauser, ex fondista svizzero
- 26 novembre - Gianfranco Manfredi, cantautore, scrittore e sceneggiatore italiano († 2025)
- 26 novembre - Galina Prozumenščikova, nuotatrice sovietica († 2015)
- 26 novembre - Bernard Ramanantsoa, economista francese
- 26 novembre - Antonello Soro, politico italiano
- 26 novembre - Peter Wheeler, ex rugbista a 15 e dirigente sportivo britannico
- 27 novembre - Caterina Emili, giornalista, scrittrice e editrice italiana († 2022)
- 27 novembre - Greg Gagne, ex wrestler statunitense
- 27 novembre - Isa Genzken, artista tedesca
- 27 novembre - Giuseppe Notarbartolo di Sciara, biologo italiano
- 27 novembre - Andrzej Seweryn, ex cestista polacco
- 27 novembre - Ugo Volli, semiologo e filosofo italiano
- 28 novembre - Mick Channon, ex calciatore inglese
- 28 novembre - Mona Guerrant, ex tennista statunitense
- 28 novembre - Agnieszka Holland, regista e sceneggiatrice polacca
- 28 novembre - Denis Moncada, politico, diplomatico e avvocato nicaraguense
- 28 novembre - Eef Mulders, ex calciatore olandese
- 28 novembre - Mariana Nicolesco, soprano rumeno († 2022)
- 28 novembre - Genaro Sermeño, calciatore salvadoregno († 2022)
- 29 novembre - Oleg Dolmatov, allenatore di calcio e ex calciatore sovietico
- 29 novembre - Philippe Luguy, fumettista francese
- 29 novembre - Piero Ostilio Rossi, architetto e saggista italiano
- 30 novembre - Larry Bishop, attore e regista statunitense
- 30 novembre - Lev Brovars'kyj, calciatore e allenatore di calcio sovietico († 2009)
- 30 novembre - Philippe Garot, calciatore e allenatore di calcio belga († 2023)
- 30 novembre - Zahra Kazemi, giornalista e fotografa iraniana († 2003)
- 30 novembre - Hans Moravec, informatico canadese
- 30 novembre - Marguerite Porter, ex ballerina britannica